# 로버트 메릴

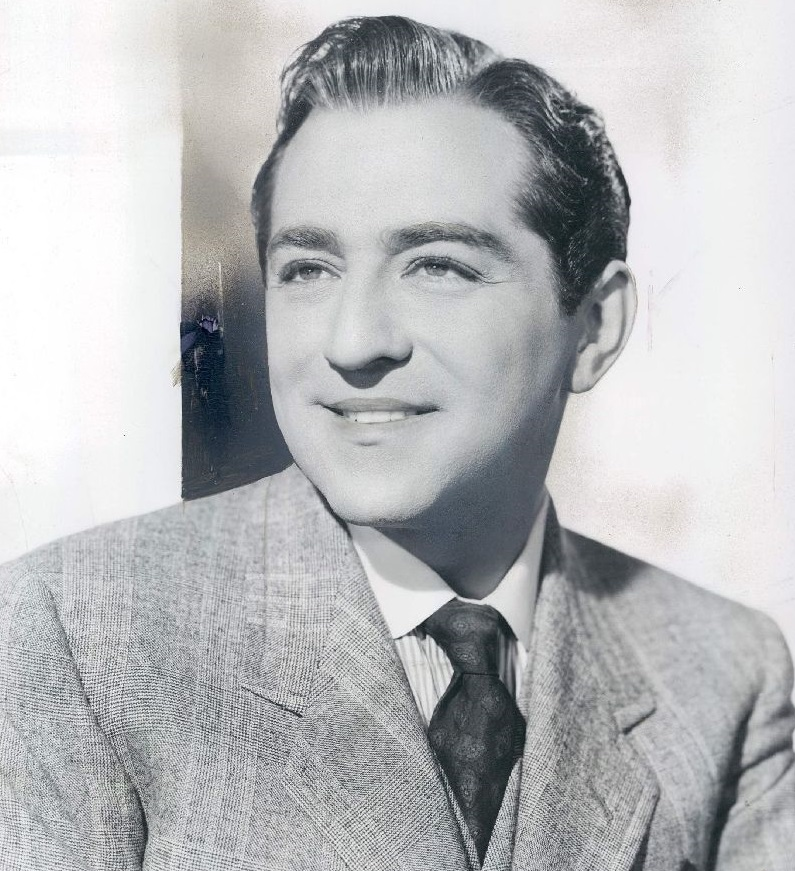
1940년대

로버트 메릴(Robert Merrill, 1917년 6월 4일 ~ 2004년 10월 23일, 본명: Moishe Miller, Morris Miller)은 미국의 대표적 바리톤 가수, 배우이다. 1993년에 국가예술훈장을 수상했다.
중후한 표현과 아름답고 폭넓은 목소리로 절찬을 받았다. 엄아인 릴리언으로부터 음악의 초보를 배우고 후에는 뉴욕에서 새뮤엘 마르골리스에게 배웠다. 1944년에 트렌톤에서 <아이다>의 아모나스로 역으로 데뷔, 1945년에 메트로폴리탄의 오디션에 합격하였으며 그 해 <춘희>의 제르몽 역으로 메트로폴리탄에 등장하였다. 1950년의 시즌 업에는 <돈 카를로>의 로도리고를 불렀다. 그 후 할리우드의 영화에도 출연하였으며 토스카니니에게 인정되어 NBC의 오페라 방송과 토스카니니의 지휘 아래 <춘희>의 제르몽, <가면무도회>의 레나토를 불러 레코드화하였다.